# Fleischkonsum in Deutschland
Der Fleischkonsum in Deutschland nimmt tendenzmäßig immer mehr ab und lag 2022 bei 52 kg pro Kopf und Jahr. Der Gesamtverbrauch einschließlich der Herstellung von Tierfutter, industrieller Verwertung und Verlusten lag 2022 bei rund 71 Kilogramm pro Kopf. Damit belegt Deutschland im weltweiten Vergleich den 21. Platz.

Der Pro-Kopf-Fleischverbrauch in Deutschland seit 1991

## Geschichte

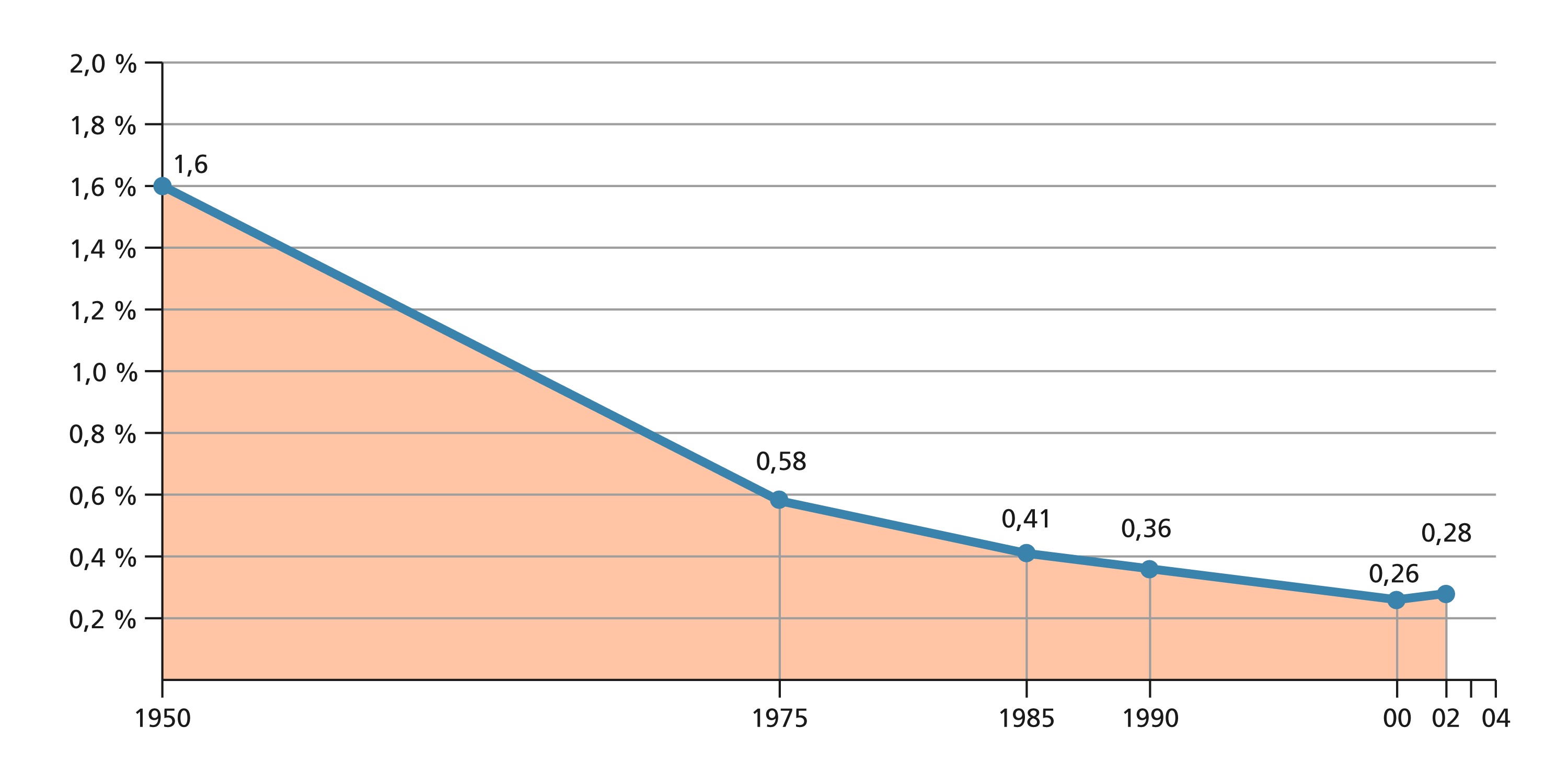
Während 1950 in Deutschland ein Kilogramm Schweinefleisch 1,6 Prozent des monatlichen Nettoverdienstes kostete, waren es 2002 nur noch 0,28 Prozent.

Gemäß Schätzungen, die nur von wenigen Studien relativiert werden konnten, konsumierten die Menschen im Spätmittelalter auf dem Gebiet des heutigen Deutschlands etwa 100 kg (32,7 bis 107 kg pro Kopf und Jahr) Fleisch pro Jahr. Allerdings ist diese Zahl umstritten und die konsumierte Menge schwankte wohl lokal und zeitlich beträchtlich. Die Filetstücke waren zudem tendenziell dem Adel vorbehalten, während das einfache Volk vor allem Kochfleisch und Innereien aß. Studien zum Fleischverbrauch in der spätmittelalterlichen Provence ergaben einen Pro-Kopf-Verbrauch von 26 bis 65 kg pro Jahr.
Von Anfang des 16. Jahrhunderts bis Anfang des 19. Jahrhunderts sank der Fleischkonsum stetig. Bis zum frühen 17. Jahrhundert war der Fleischverbrauch im deutschsprachigen Raum bereits auf durchschnittlich 50 kg pro Kopf und Jahr zurückgegangen. Gründe waren unter anderem die wachsende Bevölkerung, fehlende Möglichkeiten des Futteranbaus und verschlechterte klimatische Bedingungen. Im frühen 19. Jahrhundert wird der Fleischkonsum pro Kopf und Jahr auf rund 15 kg geschätzt. Mit der Industrialisierung stieg der Konsum wieder steil an und erreichte bis vor dem Ersten Weltkrieg 51 kg. Nach Einbrüchen infolge der beiden Weltkriege stieg die verzehrte Menge weiter an. 
Zwischen 1961 und 2011 stieg der Fleischverbrauch in Deutschland von durchschnittlich 64 kg auf 90 kg pro Kopf und Jahr. In den Jahren 2014 und 2020 variierte der Fleischverbrauch pro Kopf und Jahr nach Angaben des Bundesinformationszentrum Landwirtschaft zwischen 84,5 und 90 kg und der geschätzte Fleischverzehr zwischen 57 und 61 kg.
Am meisten Fleisch wird in den USA mit rund 120 Kilogramm pro Kopf und Jahr verbraucht, am wenigsten in Bangladesch und Indien mit ungefähr vier Kilogramm. Im weltweiten Mittel werden etwa 42 Kilogramm Fleisch pro Kopf und Jahr verbraucht.

## Fleischkonsum in Deutschland

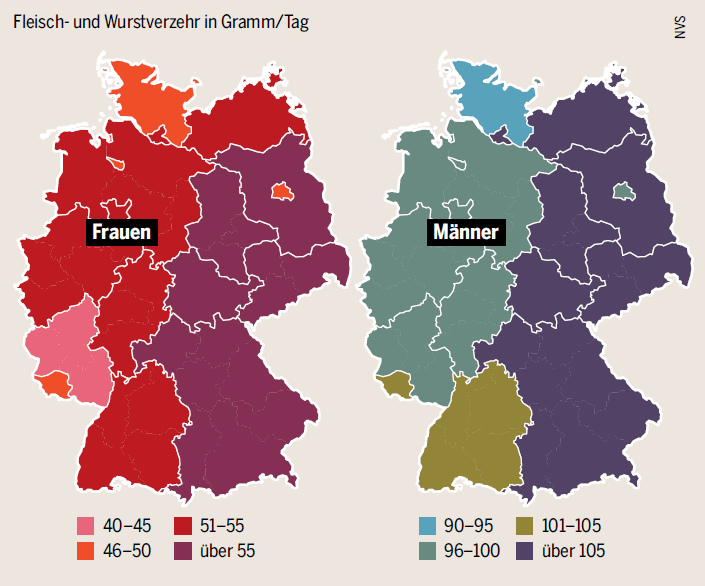
Fleisch- und Wurstverzehr nach Bundesländern und Geschlecht

Seit dem Jahr 2000 ist der Fleischkonsum gemäß Berechnungen aufgrund von Schlachtungsstatistiken zwischen 57 und 61 kg pro Kopf im Jahr weitgehend konstant geblieben. Das entspricht einem mittleren täglichen Fleischkonsum von 160 – 170 g/Tag pro Kopf.
Die Nationale Verzehrsstudie II kommt auf der Basis von in den Jahren 2005 und 2006 durchgeführten Interviews von Konsumenten zu einem niedrigeren Ergebnis. Es wurden 8278 Frauen und 7093 Männer der deutschen Bevölkerung befragt. Die Auswertung ergab einen mittleren täglichen Konsum von Fleisch, Wurst und Gerichten aus Fleisch (wie Wurstsalat, Hamburger) von 83 g/Tag für Frauen und 160 g/Tag für Männer. Hochgerechnet auf das Jahr ergibt das einen Fleischkonsum von 44,3 kg pro Kopf und Jahr.
Nach Prognose der Heinrich-Böll-Stiftung, Herausgeberin des „Fleischatlas“, verbraucht ein Deutscher in seinem Leben im Schnitt zwischen 635 und 715 Tiere. Die angegebene Spannbreite wird mit dem Wandel im Konsumverhalten bezüglich Fleischarten begründet. Von den rund 60 kg Fleisch, die 2013 pro Kopf verzehrt wurden, waren rund 30 kg Fleischwaren, also Wurst und Schinken. Pro Kopf wurden 2013 in Deutschland 38,1 kg Schweinefleisch, 11,6 kg Geflügelfleisch, 8,9 kg Rindfleisch, 0,6 kg Schaf- und Ziegenfleisch und 1 kg andere Fleischarten verzehrt. Der Fleisch- und Wurstverzehr hängt in Deutschland sowohl vom Geschlecht als auch vom Bundesland ab. Frauen verzehren dabei etwa halb so viel Fleisch wie Männer. Der Fleischkonsum sinkt in Deutschland mit steigendem Bildungsniveau und Einkommen. Der Konsum von Fleisch bzw. Fleisch- und Wurstwaren als Bio-Lebensmittel wird auf bis zu zwei Prozent geschätzt.
Umfragen zeigen, dass die Deutschen ihren eigenen Fleischkonsum zu gering einschätzen. Die tatsächlich konsumierte Menge liegt 70 % höher als von den befragten Personen geschätzt.
Die Fleischproduktion in Deutschland sank 2023 um vier Prozent, auf 6,8 Millionen Tonnen. Seit einem Höchststand im Jahr 2016, mit 8,25 Millionen Tonnen, ist die Produktion sieben Jahre in Folge zurückgegangen.

## Fleisch als Abfall
Im Jahr 2015 landeten in Deutschland 235.500 Tonnen Fleisch im Müll (sog. „vermeidbarer Abfall“). Davon fielen 150.000 Tonnen bis zur Schlachtung an, 32.200 Tonnen bei der Verarbeitung und 53.300 Tonnen im Einzelhandel. Nicht berücksichtigt sind hierbei jene Abfallmengen an Fleisch, die beispielsweise im Gastgewerbe oder bei den Verbrauchern anfielen.

## Kritik am Fleischkonsum in Deutschland

Folgen einer Reduktion des Fleischverzehrs auf durchschnittlich 600 Gramm pro Person und Woche gemäß Empfehlung der Deutschen Gesellschaft für Ernährung und daher Senkung um 48 Prozent, für 2017 berechnet. Quelle: Fleischatlas 2021, Urheber: Bartz/Stockmar, Lizenz: CC BY 4.0

Barbara Unmüßig sagte bei der Vorstellung des Fleischatlas 2013, der gemeinsam von der Heinrich-Böll-Stiftung, dem Bund für Umwelt und Naturschutz (BUND) und der Monatszeitung „Le Monde diplomatique“ in Berlin vorgestellt wurde, dass, um die Fleischproduktion und den Konsum in Deutschland aufrechtzuerhalten, große Mengen an Futtermitteln importiert werden müssten (siehe auch Außenhandel der deutschen Ernährungswirtschaft). Dies trage zur Bedrohung des Regenwaldes bei. Auch würden aufgrund der hohen Nachfrage nach Fleisch in Deutschland vermehrt Antibiotika in der Massentierhaltung eingesetzt.
Nach Meinung der Natur- und Umweltschutzorganisation WWF Deutschland wirkt sich Fleischkonsum auf den Flächen- und Wasserverbrauch, die Emission von Treibhausgasen und die Fruchtbarkeit des landwirtschaftlich genutzten Bodens aus. Vier Fünftel der weltweit landwirtschaftlich genutzten Flächen würden heute allein von der Tierhaltung beansprucht. 35 % des weltweit angebauten Getreides gingen inzwischen in die Tierhaltung; in der EU seien es im Schnitt mehr als 60 %. In einer großangelegten dreiteiligen Untersuchung kommt der WWF Deutschland zu dem Ergebnis, dass erstens der „Flächen-Fußabdruck“ fleischbetonter Ernährung sehr groß sei, dass zweitens eine fleischärmere Ernährung und die Vermeidung von Nahrungsmittelabfällen zu bedeutsamen Einsparungen beim landwirtschaftlichen Flächenverbrauch und drittens zu deutlich geringeren Treibhausgasemissionen führen würde.
Im Juni 2016 fordern die Grünen im Bundestag ein Ende extremer Billigfleisch-Angebote im Supermarkt. Ziel eines Konzeptpapiers der Fraktion ist es, die Tierhaltung in den nächsten 20 Jahren zusammen mit der Landwirtschaft tierfreundlich umzubauen. Der Deutsche Bauernverband lehnt eine Agrarwende hingegen ab.
Um die Umwelt wirksamer zu schützen und das Tierwohl zu heben, wird vorgeschlagen, sowohl beim Konsum wie auch bei der Produktion anzusetzen. Möglich wäre dies nur durch Maßnahmen, hinter denen eine umfassende politische Strategie steht. Für Nichtregierungsorganisationen wie auch für Wissenschaftler wäre das wichtigste Ziel hierbei, bis 2050 den Konsum tierischer Produkte um die Hälfte zu senken. Reduzierte man beispielsweise den durchschnittlichen Fleischverbrauch pro Person von aktuell etwa 1,1 Kilogramm auf 600 Gramm pro Woche, ließen sich die Bestände an Mastschweinen und Mastgeflügel um über 40 Prozent verkleinern.